# Salomonøerne
Salomonøerne (engelsk: Solomon Islands) er en stat i det vestlige Stillehav, øst for Papua Ny Guinea, nordvest for Vanuatu og nordøst for Australien. Landet består af seks store og over 900 mindre øer beliggende i Oceanien. Landarealet er 27.986 km². Inkluderer man havarealet, er størrelsen imidlertid over 800.000 kvadratkilometer. Afstanden fra det vestligste til det østligste punkt er omkring 1.500 km. Santa Cruz-øerne er de mest afsidesliggende, mere end 200 km fra de øvrige øer.
Det højeste punkt er Mount Popomanaseu, 2.381 meter over havet på øen Guadalcanal, som er den største af Salomonøerne med sine 5.336 kvadratkilometer. Her ligger også hovedstaden Honiara.
Bougainville er geografisk set en del af Salomonøerne, men den tilhører Papua Ny Guinea.

## Historie
Oprindelsen til den nuværende melanesiske befolkning er usikker, selvom arkæologi og lingvistik med sikkerhed viser, at Salomonøerne var befolket for 4000-5000 år siden. Indvandring fra Polynesien skete fra ca. 1200 e.Kr.

Den allerførste dokumenterede kontakt med europæere skete i 1568 med den spanske udforsker, Alvaro de Mendana. Mendana opdagede guld på Guadalcanal (der er en af øerne i det nuværende Salomonøerne) og troede formentlig, at han havde fundet kilden til Kong Salomons miner og gav derfor øerne navnet Salomonøerne. På grund af spanieren Mendana har mange af øerne, som udgør Salomonøerne, originale spanske navne.
Mendaña rejste en periode rundt og udforskede øerne, men efterhånden kom det til sammenstød med lokalbefolkningen, som spanierne først havde haft et godt forhold til. Træfningerne endte med at spanierne røvede en række landsbyer og brændte dem ned. Den 11. august 1568 forlod ekspeditionen Salomonøerne.

De næste 40 år var der yderligere to ekspeditioner fra Sydamerika til Salomonøerne. Begge var relativt mislykkede. Det næste kendte europæiske besøg på Salomonøerne var i 1767, hvor den britiske kaptajn Philip Cartaret og hans besætning tilfældigt kom til Santa Cruz. På denne tid havde både England og Frankrig flere ekspeditioner for at kortlægge stillehavsområdet, noget som førte til flere besøg også til Salomonøerne. Omkring år 1800 begyndte også handelsskibe at passere området, som var undervejs mellem Europa/USA og Kina/Australien. I den første halvdel af 1800-tallet foregik der også hvalfangst i området. Efterhånden blev det normalt, at de lokale lod sig rekruttere til disse skibe. På den måde knyttede lokalbefolkningen kontakter med omverdenen, noget som også førte til ukendte sygdomme.

Efterhånden kom der også kristne kristne missionærer til Salomonøerne. Den første var muligvis katolikken Jean-Baptiste Epalle, som ankom til Santa Isabel i 1845. Han blev godt modtaget, men ved et senere besøg blev hans følge angrebet og Epalle selv dræbt. Anglikanerne havde en anden indfaldsvinkel: Med sig tog de unge drenge fra øerne til New Zealand og gav dem oplæring, og nogen af dem vendte senere tilbage som missionærer, men det er uklart, hvor frivillig disse rejser var.
Fra 1863 foregik der en til dels aggressiv form for rekruttering af arbejdskraft (blackbirding) til sukker- og bomuldsplantager i Australien og på Fiji. Frem til århundredskiftet omfattede dette omkring 29.000 salomonere. Det førte mange steder til en negativ holdning til besøg af hvide, og Salomonøerne havde i anden halvdel af 1800-tallet et rygte som et farligt sted med en fjendtlig befolkning.
Storbritannien proklamerede et protektorat i 1893 over den sydlige del af Salomonøerne, og udvidede dette med flere øer i 1898 og 1899. Øerne i Shortland-gruppen blev overført fra Tyskland til Storbritannien efter en aftale i 1900.
Under 2. verdenskrig var der intense kampe mellem amerikanske og japanske styrker, og et af Stillehavskrigens afgørende slag blev udkæmpet på den største ø Guadalcanal (se slaget om Guadalcanal). Japanerne blev jaget væk fra øgruppen i 1945.

### Efter 2. verdenskrig
I 1946 blev en uafhængighedsbevægelse, Marching Rule, etableret.

### Uafhængighed
Salomonøerne fik selvstyre i 1976 og blev en selvstændig stat i Commonwealth 7. juli 1978, og Dronning Elizabeth II bliver dronning af Salomonøerne.

### 2000-tallet
I 2003 sendte Australien politifolk til øgruppen efter omfattende uroligheder, hvor flere hundrede blev dræbt og mange tusinde gjort hjemløse.
I april 2006 førte beskyldninger om, at den nyvalgte premierminister Snyder Rini havde brugt bestikkelsespenge fra kinesiske og taiwanesiske forretningsmænd til at købe stemmer i parlamentet, til store uroligheder i hovedstaden Honiara. Mange kinesere kom til øerne for at starte forretning og som et springbræt til at få et australsk pas. Taiwan havde en særlig interesse, idet Salomonøerne var en af de få nationer, der havde diplomatiske forbindelser med Taiwan, hvilket var vigtigt i Taiwans kamp for uafhængighed af Kina. Selvom kineserne kun udgjorde nogle tusinde ud af øernes samlede befolkning på 500.000, stod kineserne for en meget stor del af forretningslivet. Det førte til misundelse og utilfredshed med kineserne fra resten af befolkningen. Resultat af urolighederne var blandt andet, at 90 % af Salomonøernes Chinatown blev brændt ned til grunden, og mange kinesere valgte at flygte ud af landet. Samtidig sendte Australien den 19. april 2006 tropper til Salomonøernes hovedstad Honiara for at stoppe urolighederne..

## Politik
Salomonøerne er blandt andet medlem af FN, WTO og Commonwealth.

## Geografi
Havet omkring Salomonøerne er en del af Koraltrekanten.

### Provinser
Salomonøerne er opdelt i ni provinser og et hovedstadsterritorium (*):
- Central
- Choiseul
- Guadalcanal
- Honiara (*)
- Isabel
- Makira
- Malaita
- Rennell and Bellona
- Temotu
- Western

## Demografi
Cirka 95 % af befolkningen er melanesere og cirka 3 % polynesiere. Den største religion er kristendommen.

## Eksterne links
Regering
- (engelsk) Department of Prime Minister and Cabinet Arkiveret 18. januar 2012 hos  Wayback Machine
- (engelsk) Department of Commerce, Industries and Employment
- https://www.cia.gov/library/publications/world-leaders-1/world-leaders-s/solomon-islands.html Arkiveret 14. maj 2011 hos  Wayback Machine

General information
- https://www.cia.gov/library/publications/the-world-factbook/geos/bp.html Arkiveret 27. maj 2016 hos  Wayback Machine på The World Factbook
- (engelsk) Salomonøerne fra UCB Libraries GovPubs
- Salomonøerne på Curlie (som bygger videre på Open Directory Project)
- Wikimedia Atlas: Salomonøerne – geografiske og historiske kort

9°28′S 159°49′Ø / 9.47°S 159.82°Ø